# Thomas Lehmann
Thomas Lehmann (født 10. december 1965 i Hellerup) er en dansk diplomat, der siden 1. august 2014 har været Danmarks ambassadør i Sydkorea.

## Historie
Lehmann er søn af Tyge Lehmann, og barnebarn af overlæge Karl Lehmann. Han opvoksede i Hellerup, og blev uddannet cand.polit. fra Københavns Universitet i 1992, hvorefter han blev ansat i Udenrigsministeriet. Fra 1996-1999 var han udstationeret i Dublin, og vendte derefter tilbage til hovedsædet på Asiatisk Plads i København. Herfra blev han rådgiver for Henning Christophersen, da denne var Danmarks repræsentant ved Det Europæiske Konvent.
I 2003 rykkede Thomas Lehmann til Stockholm, hvor han blev ambassaderåd (souschef) på Danmarks ambassade i Sverige. En stilling han varetog indtil 2007. I 2006 blev han Ridder af Dannebrog.
Han blev souschef i Udenrigsministeriet, inden han blev kontorchef for EU koordinationsenheden i ministeriet.
I marts 2014 blev det offentliggjort, at Thomas Lehmann skulle flytte til Sydkoreas hovedstad Seoul, da han med virkning fra 1. august 2014 skulle afløse Peter Lysholt Hansen som Danmarks ambassadør i landet. Lehmann blev officielt akkrediteret som ambassadør 12. september samme år, efter et møde med Sydkoreas præsident Park Geun-hye.

## Hæder
- Ridder af Dannebrog (2006)
- Ridder af 1. grad af Dannebrog (2015)[7]